# Zelence, Dunaiivți
Zelence (în ucraineană Зеленче) este o comună în raionul Dunaiivți, regiunea Hmelnîțkîi, Ucraina, formată numai din satul de reședință.

## Demografie
Componența lingvistică a comunei Zelence
     Ucraineană (99,35%)
     Alte limbi (0,65%)
Conform recensământului din 2001, majoritatea populației comunei Zelence era vorbitoare de ucraineană (99,35%), existând în minoritate și vorbitori de alte limbi.